# Oliarus majungensis
Oliarus majungensis är en insektsart som beskrevs av Synave 1979. Oliarus majungensis ingår i släktet Oliarus och familjen kilstritar. Inga underarter finns listade i Catalogue of Life.